# Погс
„Погс“ (на английски: The Pogues) е английска фолк пънк група, активна между 1982 и 2014 година.
Създадена в Лондон през 1982 година и първоначално водена от Шейн Макгоуан, тя постига международна известност през 80-те и началото на 90-те години на XX век с няколко хитови албума и сингъла, съчетаващи пънк и ирландски фолклорни мотиви.